# Liste der Monuments historiques in Montreux-Jeune
Die Liste der Monuments historiques in Montreux-Jeune führt die Monuments historiques in der französischen Gemeinde Montreux-Jeune auf.

## Liste der Objekte
| Bezeichnung               | Beschreibung                                                  | Standort                      | Kennzeichnung | Schutzstatus | Datum | Bild |
| ------------------------- | ------------------------------------------------------------- | ----------------------------- | ------------- | ------------ | ----- | ---- |
| Skulptur Madonna mit Kind | Holz, farbig gefasst und vergoldet, Ende des 18. Jahrhunderts | in der Kirche St-Denis (Lage) | PM68001298    | Inscrit      | 1998  |      |